# Паскуаль Ороско
Паскуаль Ороско Васкес (ісп. Pascual Orozco Vazquez, 28 січня 1882, Сан-Ісідро — 30 серпня 1915, Ель-Пасо) — мексиканський військовий і політичний лідер періоду революції 1910—1917 років.

## Життєпис
Після декількох років початкової освіти Ороско деякий час працював у крамниці свого батька, потім став погоничем мулів, що перевозили срібну руду з копалень до міста. Ставши власником власної зв'язки мулів, Ороско перетворився на досить забезпечену людину — до початку революції він володів капіталом 100 тисяч песо.
Населення його рідного штату Чіуауа було політично активним і налаштованим проти чинного президента Порфіріо Діаса. Батько Ороско допомагав опозиційній Мексиканській ліберальній партії. 19 листопада 1910 року Паскуаль приєднався до революційного руху Франсіско Мадеро. 27 листопада він завдав поразки федеральним військам в Чіуауа, що стало першою серйозною перемогою повстанців. 10 травня загони Паскуаля Ороско взяли Сьюдад-Хуарес. Після перемоги революційних сил і приходу до влади Мадеро Ороско очікував, що його буде призначено військовим міністром чи губернатором Чіуауа. Однак він отримав лише посаду начальника сільської поліції штату. 19 січня 1912 року Ороско подав прохання про відставку, яке Мадеро не задовольнив. У лютому він брав участь у придушенні повстання в Сьюдад-Хуаресі, після чого повторно попросив про відставку, яку цього разу було прийнято.
3 березня 1912 року Паскуаль Ороско оголосив про повстання проти Мадеро, причиною якого було невиконання останнім своїх обіцянок стосовно земельної реформи. На початку кампанії сили Ороско здобули кілька перемог, зокрема над загонами Панчо Вільї. Однак у квітні почався наступ федеральної армії під командуванням генерала Вікторіано Уерти і в серпні повстанці втратили Сьюдад-Хуарес. Ороско перейшов до партизанських дій.
В лютому 1913 року ситуація різко змінилася — внаслідок повстання в Мехіко влада перейшла до рук генерала Уерти, а Мадеро було вбито. Ставши новим президентом, Уерта зіткнувся з опором у північних штатах — повстанням т. зв. конституціоналістів. Тому він спробував заручитися підтримкою основних військових лідерів. Йому вдалося домовитися з Ороско, oj вимагав певних фінансових умов та гарантій земельної реформи. Ороско було призначено бригадним генералом федеральної армії. Уерта також планував використовувати його в переговорах про мир з Еміліано Сапатою. Батька Ороско направили в ставку Сапати, але за наказом останнього його заарештували і розстріляли.
Ороско вступив у кампанію проти конституціоналістів у травні 1913 року, попрямувавши в Чіуауа. Він здобув кілька перемог, до того часу коли в його силах стався розкол: Ороско посварився з одним зі своїх командирів — Сальвадором Меркадо. Відсутність єдності в урядових військах уможливила успішний контрнаступ повсталих, який почався в листопаді 1913 року, а до січня 1914 року повстанці Панчо Вільї вже контролювали весь Чіуауа. Сили Ороско були розсіяні, йому самому вдалося уникнути полону, що загрожував розстрілом. У квітні Орсоко спробував організувати новий наступ на Чіуауа, але в серпні Уерта склав з себе президентські повноваження і пішов у заслання в Європу. Ороско все ще міг зібрати близько 4 тис. осіб, але тепер він не мав фінансової підтримки і колишньої популярності в народі.
Через деякий час із пропозицією нового заколоту до Паскуалю Ороско звернувся посиланні Уерта, що перебував у засланні і якому німецький уряд обіцяв фінансову допомогу. В квітні 1915 року Уерта прибув до США, повстання призначили на 28 червня. Він і Ороско домовилися зустрітися недалеко від містечка Ель-Пасо. Однак під час зустрічі їх заарештувала американська влада, що стежила за Уертою. Обом змовникам оголосили звинувачення в порушенні нейтралітету США. 3 липня Ороско втік з-під домашнього арешту. 30 серпня його і чотирьох його супутників застрелено зведеним загоном, що складався з федеральних маршалів, техаських рейнджерів і солдатів США.